# Croton costatus
Espèce
Croton costatus est une espèce de plantes à fleurs du genre Croton et de la famille des Euphorbiaceae, présente en Colombie.
Il a pour synonyme :
- Oxydectes costata, (Kunth) Kuntze